# Plateelbakkerij

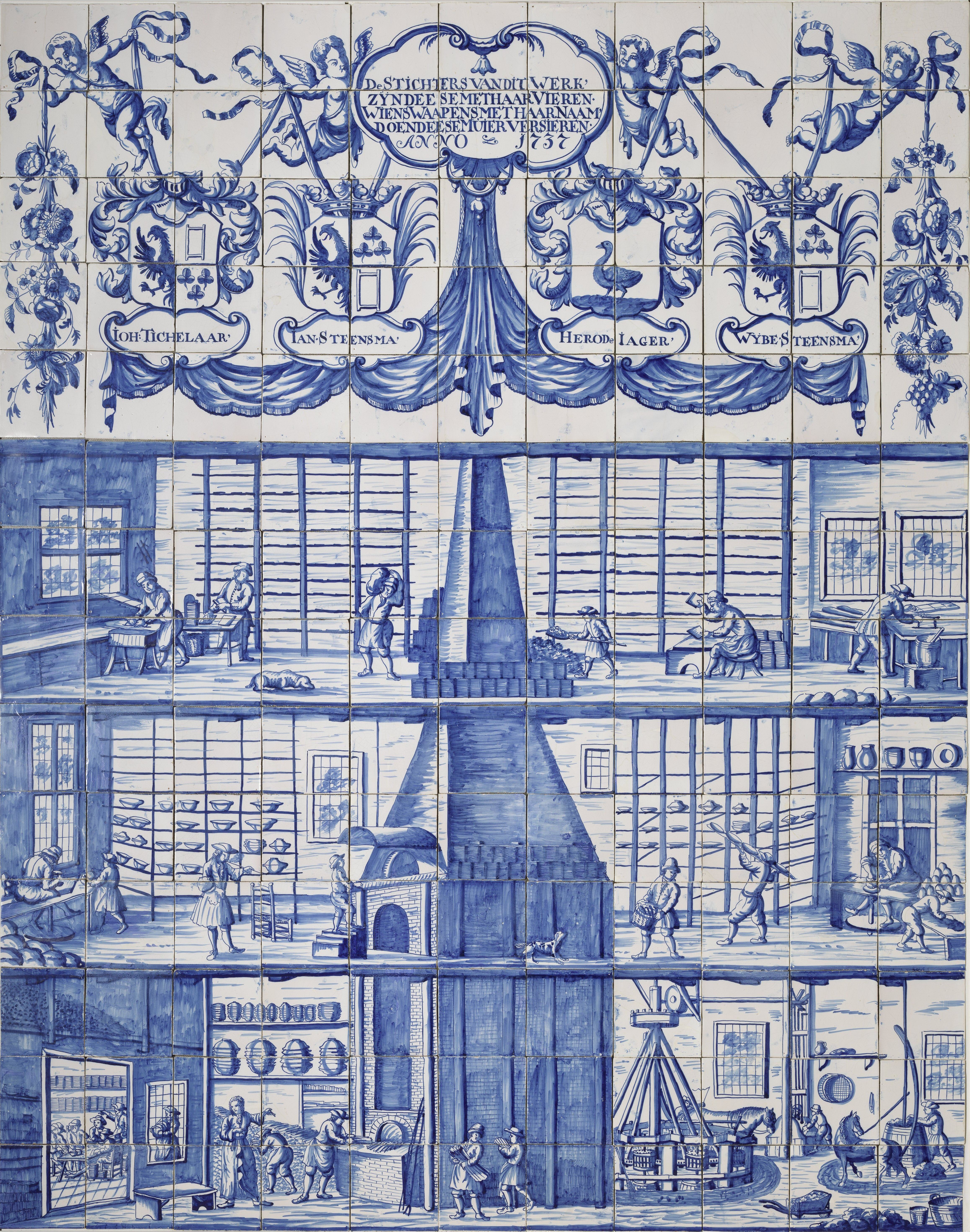
Tegeltableau met afbeelding van een plateelbakkerij

Een plateelbakkerij is een aardewerkfabriek die plateel, een dubbelgebakken keramieksoort, produceert. 

## Nederland
In de zeventiende en achttiende eeuw kende de stad Delft waarschijnlijk 32 plateelbakkerijen waarin het bekende Delfts Blauw werd gemaakt. In de eenentwintigste eeuw bestaat van deze Delftse plateelbakkerijen alleen De Porceleyne Fles nog. Ook in andere steden in Nederland stonden door de eeuwen heen plateelbakkerijen, bijvoorbeeld in Den Haag, Arnhem of in Gouda. Aan het begin van de twintigste eeuw werd in Gouda het zogenoemde Gouds plateel gemaakt.